# عصر یخبندان

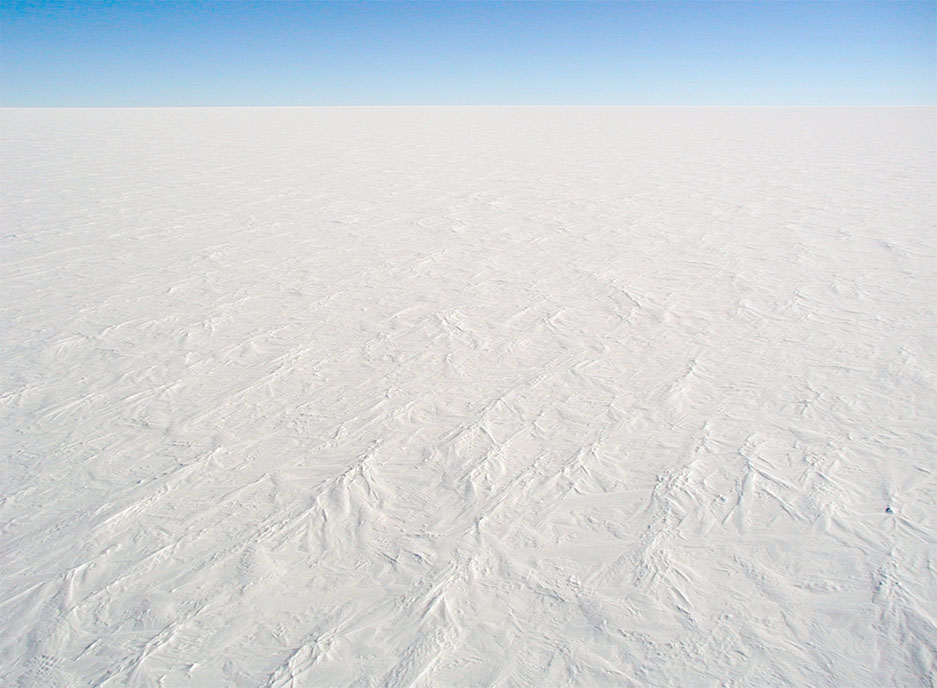
یخسارها در عصر یخبندان گسترش می‌یابند. این تصویر یخساری در جنوبگان را نشان می‌دهد.

عصر یخ‌بندان (به انگلیسی: Glacial age) یا عصر یخی (به انگلیسی: Ice age)، دورهٔ درازمدت کاهش دمای آب و هوای زمین است که در گسترش یخسارهای قاره‌ای، یخسارهای قطبی و یخسارهای آلپی اثرگذار است. از دیدگاه یخبندان‌شناسی، عصر یخبندان بیشتر به دوره‌ای از یخسارها در نیمکرهٔ شمالی و جنوبی، گفته می‌شود؛ با این تعریف، ما هنوز در عصر یخبندان هستیم چرا که یخسارهای گرینلند و قطب جنوب هنوز وجود دارند. به زبان گفتاری (محاوره‌ای)، هنگامی که دربارهٔ چند میلیون سال آینده، سخن گفته می‌شود، عصر یخبندان برای اشاره به دوره‌های سردتر با یخسارهای پهناور در قاره‌های شمالی آمریکا و اوراسیا گفته می‌شود: با این دید، آخرین عصر یخبندان، نزدیک به ۱۱۰۰۰ سال پیش، پایان یافت.

## تاریخچه
در سال ۱۷۴۲، پیر مارتل (۱۷۰۶–۱۷۶۷)، مهندس و جغرافیدان ساکن ژنو، از درهٔ چامونیکس در آلپ‌های ساووی بازدید کرد. دو سال بعد، وی شرح سفر خود را منتشر کرد. وی گزارش داد که ساکنان آن دره پراکندگی تخته‌سنگ‌های نامنظم را به یخچال‌های طبیعی نسبت می‌دهند و می‌گویند که آن‌ها زمانی بسیار دورتر گسترش یافته‌اند. بعداً توضیحات مشابهی از دیگر مناطق آلپ گزارش شد. در سال ۱۸۱۵، نجار و شکارچی ژان پیر پیراودین (۱۸۱۵–۱۷۶۷) تخته‌سنگ‌های ناپایدار در وال دو بانگنز در کانتون سوئیس Valais را توضیح داد که دلیل این یخچال‌های طبیعی است که پیش‌تر بیشتر گسترش می‌یافتند. یک نجار چوب ناشناخته از میرینگن در برنز اوبرلند از یک ایدهٔ مشابه در گفت‌وگو با جغرافی‌دان شارپنتییر (۱۷۸۶–۱۸۵۵) در سال ۱۸۳۴ با یک زمین‌شناس سوئیسی و آلمانی دفاع کرد. توضیحات قابل مقایسه‌ای نیز در مورد Val de Ferret در Valais و Seeland در غرب سوئیس و در کارهای علمی گوته وجود دارد. چنین توضیحاتی را می‌توان در سایر مناطق جهان نیز یافت. هنگامی که ارنست فون بیبرا، طبیعت‌نگار باواریایی (۱۸۰۶–۱۸۷۸) از آندهای شیلی در ۱۸۵۰–۱۸۴۹ بازدید کرد، بومیان یخ‌های فسیل را به اقدامات پیشین یخچال‌های طبیعی نسبت می‌دادند.